# Creature (película de 1985)
Creature (también conocida como The Titan Find) es una película de ciencia ficción y de terror estadounidense dirigida por William Malone y estrenada en 1985. Está protagonizada por Stan Ivar, Wendy Schaal, Robert Jaffe, Lyman Ward, Diana Salinger, Klaus Kinski, Annette McCarthy, Marie Laurin, John Stinson y Jim McKeny.

## Sinopsis
La nave espacial estadounidense Shenandoah viaja a Titán, una luna de Saturno, con el propósito de investigar un yacimiento arqueológico hallado en el satélite. La tripulación descubre que su misión entra en competición con otra rival procedente de  Alemania Occidental. Los estadounidenses de la Shenandoah no encuentran más que cadáveres en la nave espacial alemana y a un único y enigmático superviviente, Hofner (Klaus Kinski), que les avisa de que el yacimiento no es sino una instalación alienígena que alberga los más variados tipos de forma de vida extraterrestre a modo de colección —la colección de mariposas de un niño, en palabras del propio Hofner— . Una criatura alienígena fugada es la responsable de los asesinatos y su voracidad asesina la lleva a intentar liquidar a la tripulación del Shenandoah, a cuyo mando está el capitán Davison (Stan Ivar) y a la que también puede controlar mediante un extraño parásito introducido en sus cadáveres.

## Reparto
| Actor            | Personaje            |
| ---------------- | -------------------- |
| Stan Ivar        | Captain Mike Davison |
| Wendy Schaal     | Beth Sladen          |
| Lyman Ward       | David Perkins        |
| Robert Jaffe     | Jon Fennel           |
| Diane Salinger   | Melanie Bryce        |
| Annette McCarthy | Dr. Wendy H. Oliver  |
| Marie Laurin     | Susan Delambre       |
| Klaus Kinski     | Hans Rudy Hofner     |

## Rodaje
La película fue rodada en 1984. William Malone ha desvelado que no fue fácil trabajar con el actor alemán Klaus Kinski. Su presencia en el film fue notificada por los productores a William Malone a poco de comenzar la filmación y el director tuvo que improvisar y rescribir el guion para crear un papel de un personaje demente a su medida.

## Crítica y acogida
La película, con un escaso presupuesto propio de una película de serie B, entre de 700 y 750 000 dólares, facturó en su primer fin de semana, en el cual el filme se proyectó en 186 salas, 811243 dólares. Recuperando el presupuesto invertido. La película recaudó en total 4 782 000 dólares.
Los críticos consideran de manera general a Creature como un filme derivado de, y extremadamente influenciado por, Alien, el octavo pasajero, pues comparten un gran número de parecidos en cuanto al argumento, pero existen opiniones diversas acerca del valor de la película y de cuánto intenta alejarse William Malone del filme de Ridley Scott y conseguir otorgar cierta personalidad a Creature. John Kenneth Muir ve más allá de la simple copia y escribe sobre «un filme de serie B tejido con infinidad de referencias a obras pretéritas de cine y televisión» que «constituye un homenaje a Alien, a The Thing y a otros clásicos como Planeta Prohibido». Considera además que Creature subversiona de manera positiva y da la vuelta al arquetipo o cliché de yupi espacial en el que encajaría el personaje que interpretó más tarde Paul Reiser en la secuela de Alien, Aliens.
El propio director, que coloca a la película de Ridley Scott como uno de sus filmes favoritos que más le han influido, reconoce que si bien su idea original tenía más puntos en común con Planet of the Vampires, de Mario Bava, los productores se le acercaron solicitando una película como Alien.